# Защита поэзии
«Защита поэзии» (англ. An Apology for Poetry) — трактат английского поэта Филипа Сидни, написанный примерно в 1579—1583 годах и впервые опубликованный в 1595 году (после смерти автора).

## Содержание
«Защита поэзии» представляет собой эстетический манифест, написанный в ответ на пуританские памфлеты, которые осуждали «легкомысленную поэзию». Он проникнут гуманистическими размышлениями о высоком предназначении литературы, воспитывающей нравственную личность и помогающей достичь духовного совершенства, которое невозможно без сознательных усилий самих людей. По мнению автора, цель всех наук и творчества заключается в «познании сущности человека, этической и политической, с последующим воздействием на него».
С юмором и полемическим задором, опираясь на «Поэтику» Аристотеля, на примеры из античной истории, философии и литературы, Сидни доказывает, что для пропаганды высоких нравственных идеалов поэт более пригоден, чем философ-моралист или историк с их скучной проповедью и назидательностью: благодаря безграничной фантазии он может свободно живописать перед аудиторией образ идеального человека. Поэт в его глазах вырастал в соавтора и даже соперника Природы — все остальные подмечают её закономерности, и «лишь поэт … создаёт в сущности другую природу, … то, что лучше порождённого Природой или никогда не существовало…».

## Значение
«Защита поэзии» стала первой полноценной поэтикой на английском языке. По словам Л. Володарской, это «первое теоретическое обоснование гуманистической литературы в Англии».